# Luizenmarktpolder
Het waterschap De Luizenmarktpolder was een waterschap in de gemeente Voorhout in de Nederlandse provincie Zuid-Holland.
Het waterschap was verantwoordelijk voor de vervening, drooglegging en later de waterhuishouding in de polder.